# Powiat d'Augustów
Le powiat d'Augustów (en polonais : powiat augustowski) est un powiat appartenant à la voïvodie de Podlachie en Pologne.

## Division administrative

Carte du powiat

Le powiat comprend 7 communes (gminy) : 
| Gmina                                     | Type    | Aire (km²) | Population (2006) | Chef-lieu         |
| Augustów                                  | Urbaine | 80,9       | 30 054            |                   |
| Gmina d'Augustów                          | Rurale  | 266,5      | 6 675             | Augustów *        |
| Gmina Bargłów Kościelny                   | Rurale  | 187,6      | 5 783             | Bargłów Kościelny |
| Gmina Lipsk                               | Miste   | 184,4      | 5 660             | Lipsk             |
| Gmina Sztabin                             | Rurale  | 361,8      | 5 449             | Sztabin           |
| Gmina Nowinka                             | Rurale  | 203,8      | 2 790             | Nowinka           |
| Gmina Płaska                              | rural   | 373,2      | 2 555             | Płaska            |
| * le siège ne fait pas partie de la gmina |         |            |                   |                   |